# Demétrio Niederauer
Demétrio Niederauer (Santa Maria, 25 de junho de 1890 — Caxias do Sul, 5 de fevereiro de 1970) foi um advogado, professor, poeta, jornalista e político brasileiro.

## Biografia
Filho de fazendeiros de Santa Maria, passou sua juventude ocupado nas lides do campo. Desde cedo tomou gosto pela literatura e depois formou-se em Direito. Em Santa Maria foi secretário de Estatística do Município, e secretário de redação do jornal Quatorze de Julho. Em 1919 era juiz distrital em Ijuí. Em 1920 já estava em Caxias do Sul como diretor de redação do jornal O Brasil, e secretário da Intendência, incumbido pelo intendente José Pena de Moraes da redação de um novo Código de Posturas. Em 1922 deixou a direção do jornal e passou à condição de colaborador, retornando ao cargo anterior em 1924, mas ali permanecendo poucos meses.
Em Caxias se tornaria uma liderança comunitária. Continuou atuando como advogado, em 1924 ainda era secretário da Intendência, participou da criação do Patronato Agrícola em 1927-1928, em 1928 havia ingressado no Diretório do Grêmio Republicano Paim Filho e no mesmo ano foi eleito conselheiro municipal, exercendo o cargo até 1930. Presidiu o Conselho em 1929. Foi um dos idealizadores da criação da primeira escola de formação de professores da cidade, a Escola Complementar, redigiu a ata de sua instalação em 15 de junho de 1930, e logo passou a lecionar neste educandário, sendo homenageado por várias turmas. Em 1933 foi um dos promotores do 2º Congresso Brasileiro de Viticultura e Enologia e fez o discurso inaugural. No mesmo ano assumiu o cargo de consultor jurídico do Município e deixou o Partido Republicano Rio-Grandense para se afiliar à corrente Liberal, tornando-se membro do Diretório e orador oficial do Grêmio Republicano Liberal Guilherme Flores da Cunha, e diretor do jornal O Momento, órgão oficial do Partido Republicano Liberal. Permaneceria colaborando neste jornal, com alguns hiatos, até sua extinção em 1951. Em 1934 foi membro de uma comissão municipal para reforma do plano de Ensino, integrou a Comissão de Imprensa da Festa da Uva e assumiu a função de procurador municipal.
Com a renúncia do prefeito Dante Marcucci, o governador do estado Walter Jobim nomeou Niederauer para assumir interinamente a Prefeitura, tomando posse em 12 de maio de 1947 e entregando o cargo em 13 de dezembro. Em seu breve mandato, criou a Diretoria de Fomento e Assistência Agrícola e, por incentivo do agrônomo José Zugno, a Feira do Agricultor, uma iniciativa inédita do Brasil, destinada a facilitar o escoamento da produção agrícola na zona urbana eliminando a presença dos atravessadores. Criou o Museu Municipal e reorganizou a Biblioteca Pública, que hoje leva seu nome.
Em 1948 foi escolhido para dirigir a Biblioteca e o Museu, no ano seguinte foi eleito presidente do Conselho Consultivo da Festa da Uva, e em 1950 presidiu a primeira comissão administrativa da recém-fundada Escola de Belas Artes. Foi ainda juiz suplente da 2ª Junta de Conciliação e Julgamento, presidindo-a em 1939, professor de Física e palestrante do Centro Cultural Tobias Barreto de Menezes, professor de Ciências no Colégio São Carlos, secretário e depois presidente (1945-1948) da sub-seção da Ordem dos Advogados, orientador do Centro Cívico Mauá e colaborador do jornal A Época. Como poeta privilegiou a lírica e o regionalismo.
Seu nome batiza uma avenida em Caxias e o Memorial Demétrio Niederauer instalado na Biblioteca preserva seu legado. Foi casado com Odemira, filha do general João Mariot, que lhe deu os filhos Marília, Carmen, Helena  , João Luiz, Leda, Vera e João Carlos.